# National Football League 1992 (Fiji)
In 1992 werd het 16e officiële Fijisch National Football League gespeeld. Titelhouder was Labasa FC. Ba FA werd voor vijfde keer kampioen.  

## Kampioen
| 1992                      |
| Vlag van Fiji             |
| ------------------------- |
| Ba FA Kampioen (5° titel) |